# كارولين باترسون
كارولين باترسون (بالإنجليزية: Caroline Paterson)‏ هي ممثلة بريطانية، ولدت في 28 نوفمبر 1965 في كيركالدي في المملكة المتحدة.

## وصلات خارجية
- كارولين باترسون على موقع IMDb (الإنجليزية)
- كارولين باترسون على موقع قاعدة بيانات الفيلم (الإنجليزية)